# ما ذنب فاطمة جول؟ (مسلسل)
ما ذنب فاطمة جول؟ (بالتركية: Fatmagülün suçu ne?)‏ مسلسل تركي أُنتج عام 2010 عُرض على القناة التركية كانال دي مقتبس من رواية تركية شهيرة تحمل نفس الاسم وتتحدث عن قصة من تأليف فيدات توركالي وقد كتبها عام 1975، ولكن المسلسل يختلف في قصته عن الرواية، المسلسل من بطولة بيرين سات الشهيرة بسمر في مسلسل العشق الممنوع وأنجين أكيوريك الشهير بمصطفى بلوط في مسلسل نارين وسمير في مسلسل الغريب وفرات جليك ونخبة كبيرة من نجوم تركيا المميزين، وأثار المسلسل ضجة كبيرة حين عرضه على الشاشات لأنه يتناول قضية مهمة وحساسة جدًا، أكدت المخرجة هلال سارال انها تعمدت إظهار عنصري البحر واللون الأزرق في الحلقات الأولى لأن البحر واللون الأزرق يرمزان إلى النقاء الذي تتصف به الشخصية الأساسية فاطمة جول.

## قصة المسلسل
فاطمة جول (بيرين سات) فتاه فقيرة تعيش في قرية الدير التابعة لأزمير، مخطوبة من الصياد مصطفى (فرات جليك) الذي تعشقه بجنون وتحلم بيوم زفافهما، ولكن القدر يحول حلمها الجميل إلى كابوس مزعج حيث أنه يتم أغتصابها من قبل 4 شباب سكارى، أحدهم كريم (أنجين أكيوريك) الذي يعيش في نفس قريتها، وتنقلب حياتها رأسا على عقب، خاصة بعد تخلى مصطفى عنها لأنها أصبحت في نظره فتاة ساقطة، ويتم أجبارها على الزواج من كريم الذي لم يغتصبها في الحقيقة، للتغطية على الثلاثة الآخرين، وتنتقل معه للعيش في أسطنبول وكريم النادم بشدة على ما فعله بها يقع في حبها، ولكن فاطمة جول كانت تقابله بالعداء وبعد ذلك بسبب دعم كريم لها ومساعدته لها في الخروج من محنتها وأهتمامه الدائم بها ستميل إليه، بل وستقع في حبه هي أيضًا، وتستمر أحداث المسلسل في قالب رومانسي اجتماعي إنساني.

## الضجة التي أثارها المسلسل
أثار المسلسل ضجة كبيرة بعد الأسبوع الأول من عرضه في تركيا بسبب مشهد الأغتصاب ولأنه يعرض الإيذاء البدني الذي تعرضت له فاطمة جول من قِبل المغتصبين، ورغم أن المخرجة هلال سارال لم تظِهر تفاصيل الأغتصاب بشكل كبير ولكن ضحكات المغتصبين وصراخ وبكاء فاطمة جول أثار مشاعر الكثير من المشاهدين، هذه من ناحية أما من ناحية أخرى طالب بعض نواب البرلمان بإيقاف عرض المسلسل لأنه يُسيء إلى المجتمع التركي، ويعتبر هذا أول مسلسل يتم مناقشته في البرلمان التركي، كما أن المسلسل يعرض مساوئ القانون التركي ناحية قضية الأغتصاب لأنه - كما تقول المخرجة - يسمح للمغتصب للإفلات من العقاب بمجرد زواجه من ضحيته، ولقى المسلسل دعم من الجمعيات النسائية في تركيا وألمانيا الذين أكّدوا أنهم مع استمرار عرض المسلسل، لأنه يعطي الأمل للمغتصبة لكي يُسمع صوتها وتأخذ حقها من المذنبين.

## نهاية الموسم الأول
ينتهي الموسم بتأجيل القضية المرفوعة من فاطمة وكريم ضد المغتصبون الأربعة مع الإفراج المؤقت عليهم ويقطع سليم كل صور مرام (ملتم) بعد اكتشافه بخيانتها مع مصطفى وهروبها لنيويورك ويفكر لمعي (رحمي) في العفو عن زوجته ميسر (مقدس) التي تصل لقاعة المحاكمة بعد صدور الحكم ويقتل مراد بعد مشاجرته مع كريم على يد مصطفى ويتم اتهام كريم بالقتل.

## مشكلة الأغتصاب الذي يتناولها المسلسل
يتناول المسلسل مشكلة الأغتصاب كمشكلة اجتماعية يعاني منها ليس المجتمع التركي فقط بل أيضاً الكثير من المجتمعات خاصاً المجتمعات المتساهلة مع قوانين الاغتصاب 
الأولى: الثغرة القانونية في القانون التركي التي تسمح للمغتصب من الإفلات من العقوبة بمجرد زواجه من ضحيته، فأصدقاء  كريم ومحاميهم  منير  أقنعوه لكي يتزوج من  فاطمة جول حتى يتم إفلاتهم من العقاب، وأضطر كريم إلى الموافقة على الزواج بعد ضغط من أصدقاءه الذين رأوا فيه كبش فداء للإفلات من العقوبة.
الثانية: نظرة المجتمع التركي الظالمة ناحية المغتصبة، والمجتمع التركي يكون نظرته ناحية المغتصبة كما لو أنها فتاة ليل وبائعة هوى لم تتغير، وهذا ما بينه المعاملة السيئة التي تلقتها فاطمة جول ممن حولها خاصاً من ميسر (مقدس) زوجة شقيق فاطمة جول ومن مصطفى خطيبها وأهله، وهذا ما دفع فاطمة جول بقبول الزواج من  كريم، رغم كرهها الشديد له إلا أنها فضلت أن تكون امراة متزوجة من شخص لا تحبه على أن تكون فتاة مغتصبة يراها الناس فتاة ساقطة.
الثالثة: الحالة النفسية السيئة التي تصيب الفتاة المغتصبة بعد الاغتصاب، فقد تعرضت فاطمة جول لصدمة نفسية بسبب اغتصابها بهذه الطريقة المهينة وتخلي مصطفى عنها، والمعاملة السيئة التي كانت تعاملها بها ميسر (مقدس)، وأيضا صدمة جسدية فكانت تصاب بحالة هستيريا بمجرد أقتراب أي رجل منها خاصاً كريم زوجها، نلاحظ أيضًا الملابس التي كانت ترتديها في الحلقات الأولى بعد الأغتصاب حيث أنها كانت دائمًا ترتدي الملابس الثقيلة والواسعة التي تخفي مفاتنها، وربما يكون ذلك بسبب عدم ثقتها في الرجال بعد ذلك، ولكن حالتها النفسية تتحسن بمجرد ذهابها للطبيبة النفسية، وهذا يبين أن فاطمة جول كل ما تريده في حياتها هو تعاطف الناس معها.
ويعتبِر الكثيرون أن هذا المسلسل هو حياة أمل لكل من هم مثل فاطمة جول في المجتمع التركي، وينتظر المشاهدون عقابًا قاسيًا للمغتصبين في النهاية حتى يكونوا عبرة لكل المغتصبون أو من يفكرون في الاغتصاب.

## شخصيات المسلسل
| الشخصية العربية     | الشخصية التركية     | الممثل             | مؤدي الصوت العربي | معلومات عن الشخصية | الدور   |
| ------------------- | ------------------- | ------------------ | ----------------- | --- | ------- |
| فاطمة كتانجي        | فاطمة جول كتانجي    | بيرين سات          | فادية عزام        | فتاة فقيرة يتيمة تعيش مع شقيقها الأكبر رحمي وزوجته مقدس وأبنهما مراد، كانت تستعد لزواجها من خطيبها وحبيبها مصطفى ولكن تحدث لها حادثة تقلب حياتها رأسا على عقب، كانت تعتبر كريم زوجها الذي تزوجته دون رضاها عدوها الأول، ولكن بعد دعمه لها ومساعدته لها في قضيتها تميل إلى قلبه وتقع في حبه، ويصبح كريم أهم شخص في حياتها | بطولة   |
| كريم اولجاز         | كريم اولجاز         | إنجين أكيوريك      | خالد القيش        | كاد ان يقترب منها ولكنه تراجع بعد أن فقدت وعيها، ورغم أنه أقلهم أقتراباً من فاطمة جول لكنه سيشعر بالذنب الشديد ناحيتها، يتميز بالهدوء والعقلانية والقليل من الانطوائية، ويعتبر أشد أصدقاءه فقرا حيث يعمل حداداً في ورشة يملكها الأسطى غالب صديق والده، عاش طفولة حزينة حيث غدره والده وسافر دون رجعة، وانتحرت والدته لهذا السبب، ويوافق على الزواج من فاطمة جول لكي يغسل شرفها ويقع في حبها فيما بعد، ويقطع علاقته بأصدقاءه نهائيا بعد زواجه بفترة.                                                             | بطولة   |
| مصطفى نالجي         | مصطفى نالجي         | فرات جليك          | عاصم حواط         | صياد فقير كان خاطبا لحبيبته فاطمة جول، ويتركها بعد الأغتصاب بعد ضغط من أهله لتركها حتى لا يشك الناس في نخوته ورجولته، وهذا ما يندم عليه بشدة بعد ذلك، ويقرر الانتقام من المغتصبون خاصاً كريم، وبعد مواجه كريم له بجبنه لتركه فاطمة جول في محنتها يسعى مصطفى إلى استعادة فاطمة جول إليه مرة أخرى، ولكنه سيفشل في ذلك خاصتا بعد تمسك فاطمة جول بالبقاء مع كريم، ويكاد أن يقتل سليم بالخطأ | رئيسي   |
| منير تالجي          | منير تالجي          | مراد دالتابان      | حسام الشاه        | خال سليم ومحامي عائلة رشدان، يلجأون إليه في مشاكلهم، وبالطبع يلجأ اليه سليم وعثمان لكي يتم تبرءتهم من هذه الجريمة التي فعلوها، ويتميز بالذكاء الشديد في الخروج من الأزمات، وكان هو أول من أقترح فكرة زواج كريم من فاطمة جول لحل الأزمة. | رئيسي   |
| مراد ناملي          | فورال ناملي         | بوجرا جولسوي       | خالد أبو بكر      | أحد المغتصبون وأقربهم لكريم ,يتميز بروح المرح وخفة الظل والوقاحة في بعض الأحيان، ولكنه ينقلب عكس ذلك بعد اغتصابه لفاطمة جول ,حيث أنه ترك حبيبته زينب للأبد لأنه يرى انها لا تستحق فتى مثله يمتلك ماضي غير مشرف، وضياع المنحة الدراسية إلى الخارج التي كان يحلم بها، وشعوره الشديد بالذنب ناحية فاطمة جول ,و اكتشافه لخيانة والدته لوالده، كل ذلك ستؤدي إلى نهايته المأساوية. | رئيسي   |
| سليم رشدان          | سليم يشاران         | انجين اوزتورك      | علاء الزعبي       | أحد المغتصبون وهو ابن عم عثمان، ليلة الأغتصاب هي كانت ليلة خطوبته من مرام ابنة رجل السياسة المشهور تورنار، يتميز بالجُبن وضعف الشخصية وهو فتى مدلل فهو الابن الوحيد لرجل الاعمال المشهور رشاد رشدان، بعد الاغتصاب يعمل جاهداً حتى لا تعرف مرام خطيبته بقصة الاغتصاب ولا يخسرها | رئيسي   |
| عثمان رشدان         | أردوغان يشاران      | كان تاسانير        | محمود نصر         | أحد المغتصبون أكبرهم سنا وأكثرهم شرا، يتميز بالأنانية وقوة الشخصية وحب السيطرة، وهو أول من أقدم على أغتصاب فاطمة جول، لديه حقد دفين ناحيه عمه رشاد رشدان وابن عمه سليم، وطوال حلقات المسلسل يعمل جاهدا على جعل كل من حوله تحت سيطرته | رئيسي   |
| رشاد رشدان          | رشاد يشاران         | موسي اوزونلار      | يحيي الكفري       | والد سليم وعم عثمان، وهو رجل أعمال مشهور وبعد الاغتصاب يفعل المستحيل لكي تظل سمعته طيبة، حتى ولو كان ذلك بتشويه سمعة الغير. | رئيسي   |
| مريم اكصوي          | مريم اكصوي          | سومرو يافروكوك     | رائفة أحمد        | طبيبة أعشاب وشقيقة كريم بالتبني، تكبره كثيرا في السن، تبنت والدتها كريم بعد انتحار والدته ثم توفيت بعد ذلك بسنين قليلة لتترك لها مهمة تربية كريم الذي كان وقتها طفل صغير، كانت تعيش معه حياه هادئه قليلة المشاكل حتى الاغتصاب، حيث عاملت كريم بقسوة وطردته من البيت ولكن بعد زواجه من فاطمة جول شعرت انه نادم على فعلته، فرجعت إليه مرة أخرى، ونالت ثقة فاطمة جول بعدما ساعدتها في الخروج من محنتها، وتصدت كثيرا لمضايقت ميسر لفاطمة جول، وهي شخصية تتميز بالطيبة والحكمة ودائما ما تنال حب واحترام من حولها. | رئيسي   |
| لمعي كاتنجي         | رحمي كاتنجي         | بولنت سيران        | زيد الظريف        | شقيق فاطمة جول الأكبر، يعاني من الإعاقة الذهنية الخفيفة، وقف بجانب فاطمة جول في محنتها وكان حنون عليها بشدة إنذاك، يعاني من تسلط زوجته ميسر ورغم ذلك يخاف خسارتها. | رئيسي   |
| ميسر كاتنجي         | مقدس كاتنجي         | اسرا ديرمانكلوجلو  | ليلى سمور         | زوجة شقيق فاطمة جول، وهي أمرأه متسلطة تتميز بالقسوة والحدة في المعاملة خاصاً بعد اغتصاب فاطمة جول، تمتلك ماضي حزين قد يكون هذا هو سبب قسوتها على من حولها، توافق على عرض منير وهو زواج فاطمة جول من كريم مقابل إغلاق القضية. | رئيسي   |
| مرام الاجوز         | ملتم الاجوز         | سيدا جوفين         | صفاء رقماني       | خطيبة سليم وزوجته فيما بعد، ابنة رجل السياسة المشهور تورانير ,كانت في البداية شخصية غير أساسية في المسلسل، ولكن بعد زواجها كان لها دور كبير في دعم قضية فاطمة جول، وتتطلق من زوجها، وتستغل نفوذ والدها في القضاء على عائلة رشدان | رئيسي   |
| مراد كاتنجي         | مراد كاتنجي         | اتا يولماز اونال   | محمد الحراكي      | ابن لمعي وميسر | ثانوي   |
| رمزية رشدان         | حلمية يشاران        | دينيس بايتاش       | ايمان عبد العزيز  | والدة عثمان التي تدلل إبنها كثيرا، ودائما تقف في صفه حتى وإن كان مخطئا | ثانوي   |
| بيسان رشدان         | بيريهان يشاران      | دينيز توركالي      | آمال سعد الدين    | والدة سليم وزوجة رشاد، تعاني من خيانة زوجها | ثانوي   |
| شمسي ناملي          | شمسي ناملي          | زوهتو اركان        | منذر الفارس       | والد مراد | ثانوي   |
| كندة ناملي          | ليمان ناملي         | سيرفيت باندور      | حنان حبال         | والدة مراد، تخون زوجها مع منير، وتنال احتقار من إبنها بعد معرفته بالخيانة. | ثانوي   |
| نذير باكالين        | قدير باكالين        | سيفان كانوفا       | جهاد الزعبي       | محامي فاطمة جول في قضيتها، وهو محامي ناجح يتميز بالحكمة والإصرار الشديد على الفوز بالقضية، وسيكون له دور كبير في الموسم الثاني ويقع في حب مريم ويتزوجها في ما بعد | ثانوي   |
| هاجار اوفاجيك (نور) | هاجار اوفاجيك (اسو) | سيفتاب اوزالتون    | مهجة الشيخ        | فتاة ليل يتعرف عليها مصطفى بداية تواجده في إسطنبول، وتقع في حبه وتترك عملها من أجله، عرفت بقصة الاغتصاب عندما قادها فضولها لمعرفة فاطمة جول، وتتزوج من مصطفى فيما بعد. | ثانوي   |
| رشوان الاجوز        | تورانير الاجوز      | عزيز سارفان        | نضال جوهر         | سياسي مشهور ووالد مرام، يعمل جاهدا على إبقاء سمعته نظيفة، بمجرد علمه بأغتصاب سليم بفتاة فقيرة، ولكنه سيتعرض لمؤامرة دنيئة من عائلة رشدان | ثانوي   |
| ندى الاجوز          | أندير الاجوز        | فيدا يورتسيفر ابيك | فاطمة أبو عقل     | والدة مرام | ثانوي   |
| زاهدة نالجي         | خالدة نالجلي        | ساسيد تاشانار      | ليلى بقدونس       | والدة مصطفى امنيتها في الحياة تتمنى روية ابنها سعيد وفي ما بعد تتصل ب فاطمه جول وتتعذر منها على تركها تتوفى بسبب مرض في الكلية | ثانوي   |
| امين ناشلي          | امين ناشلي          | تويجن اتيش         | هاني شاهين        | والد مصطفى | ثانوي   |
| فهمي بلكين          | ايمري اكاري         | ايمري يتيم         |                   | جار كريم وفاطمة جول والصديق المقرب لكريم. | ثانوي   |
| ميّار                | يشار                |                    |                   | الذراع الأيمن لعائلة رشدان | ثانوي   |
| سنان                | سردار               |                    |                   | صديق مصطفى وهاجر | ثانوي   |
| بدرية               | ياديغار             |                    |                   | خادمة الرشدان | ثانوي   |
| غالية               | غايا                | نيلاي كايا         |                   | ابنة خال مرام ويقع في حبها عثمان ومنير. | ثانوي   |
| سامي                | سامي                | البير سايلك        |                   | صديق نور في عملها كفتاة ليل. | ثانوي   |
| عمر اكاري           | عمر اكاري           | ابير كوت           |                   | محامي كريم في قضية فاطمة، والصديق المقرب لنزير | ثانوي   |
| كريستين نورتون      | كريستين نورتون      | كلاري فروست        |                   | صديقة كريم الإنجليزية الواقعة في حبه، تعرفت على كريم عن طريق الأنترنت، وابتعدا عن بعض فترة، وتعود مرة أخرى إلى حياة كريم بعد زواجه من فاطمة جول، وتشعر بالغيرة ناحية فاطمة جول، ولم تظهر تانياً بعدما شعر كريم بهذه الغيرة وابتعد عنها حتى لا تؤثر هذه الغيرة على علاقته ب فاطمة جول | ضيف شرف |
| رفعت رشدان          | رفعت يشاران         | محمد أوسلو         | تامر العربيد      | رفعت رشدان: والد عثمان وشقيق رشاد، تُوفى إثر أزمة قلبية بعد معرفته باحتمال تخلي رشاد رشدان عنه، وهذا ما يزيد كره عثمان لعمه | ضيف شرف |
| فخر الدين اولجاز    | فخر الدين اولجاز    | سردار جوكهان       |                   | والد كريم الذي قرر العودة إلى تركيا بعد رسالة ميسر له، ويعاني من المعاملة الجافة من كريم إبنه، ويكون له دور كبير في قضية فاطمة جول | ضيف شرف |
| سيرين اولجاز        | دينيز اولجاز        | جوزدي كوكاوجلو     |                   | شقيقة كريم من الأب التي كانت مشتاقة لرؤيته. | ضيف شرف |
| شذا يورجان          | نيل اورجان          |                    | بنجو ارجين        | طبيبة يقع في حبها عثمان، وكادت ان تميل إليه لولا عِلمها بقصة الاغتصاب | ضيف شرف |
| الأسطى غالب         | الأسطى غالب         |                    |                   | صاحب الورشة التي كان يعمل بها كريم في أزمير، وقُتل في حادث سيارة، وقد تكون هذة الحادثة مدبرة، حيث أنه قُتل بعد إعلانه الحرب على عائلة رشدان | ضيف شرف |
| زينب                |                     |                    |                   | حبيبة مراد الذان أفترقا لمدة عامين بسبب الانشغال بالدراسة، وبعد التقاءهما ثانية كانت تتوقع أن يعيد مراد هذه العلاقة من جديد، ولكنها فوجأت بقرار انفصال مراد عنها دون أن يبدى سببا واضحا | ضيف شرف |
| بلقيس               |                     |                    |                   | سكرتيرة رشاد يشاران وعشيقته، أُعجِب بها عثمان ولكنه بعدما يعلم انها عشيقة عمه أصبح يشكل خطرا عليها وعلى سٌمعتِها لذلك قدمت استقالتها | ضيف شرف |

## روابط إضافية
- قائمة المسلسلات التلفزيونية التركية

## الجدول الزمني
| الموسم | بدء العرض      | نهائية العرض  | عدد الحلقات | أرقام الحلقات | العام     |
| ------ | -------------- | ------------- | ----------- | ------------- | --------- |
| الأول  | 16 سبتمبر 2010 | 16 يونيو 2011 | 90          | 1-90          | 2010-2011 |
| الثاني | 10 نوفمبر 2012 |               |             |               | 2011-2012 |

## عدد حلقات النسخة الأصلية
- الموسم الأول: 40 حلقة (من 1 إلى 40)
- الموسم الثاني: 40 حلقة (من 41 إلى 80)

## عدد حلقات النسخة المدبلجة
- الموسم الأول: 90 حلقة (من 1 إلى 90)
- الموسم الثاني: 100 حلقة (من 1 إلى 100)

## البث الدولي
- الوطن العربي في إم بي سي 4 باسم فاطمة
- مصر في سي بي سي باسم  فاطمة
- لبنان في  ال بي سي باسم فاطمة
- بلغاريا في بي تي في باسم  رماد الزهر
- كرواتيا في نوفا التلفزيونية باسم  فاقدة الشرف
- أفغانستان في تولو باسم فاطمة غول
- الإمارات العربية المتحدة في فاميلي TV باسم فاطمة
- مصر في ميكس وان باسم  فاطمة

## وصلات خارجية
- فاطمة على موقع IMDb (الإنجليزية)
- فاطمة على موقع قاعدة بيانات الأفلام العربية
- فاطمة على موقع كينوبويسك (الروسية)
- فاطمة على موقع ألو سيني (الفرنسية)
- فاطمة على موقع قاعدة بيانات الفيلم (الإنجليزية)

- الموقع الرسمي
- المسلسل على موقع كانال دي
- موقع بيرين سات الرسمي
- تحديث الصفحة سمر «عشق الممنوع» تتبرع بالمال بعد تعرضها للاغتصاب
- ما لا تعرفة عن مسلسل فاطمة
- مسلسل فاطمة على موقع بيرين سات
- صفحة المسلسل على موقع الimdb
- صفحة المسلسل الموسم الأول على موقع mbc4
- صفحة المسلسل الموسم الثاني على موقع mbc4